# バスICカード (福島交通)
バスICカードは、福島交通が発行している郡山地区で利用できるICカードで2001年4月2日に導入された。なお、既に福島交通では福島地区において磁気カードを用いたバスカードを導入していたが、システムが違うため共通での使用はできない。
また、ICカードの規格はフィリップス社提唱の「ISO14443 Type-A」で、JR東日本のSuica（スイカ）等で採用されている、ソニー社提唱の「ISO14443 Type-C（製品名：FeliCa）」とは別規格である（規格の詳細については、ICカードの項目を参照）。

## 利用可能エリア
福島交通郡山支社、須賀川営業所、船引出張所、小野出張所の車両前面の案内表示幕右側および乗車口に銀色のICカードステッカーが貼ってあるバス（郡山駅前、須賀川駅前を発着する路線）

## 使用方法
乗車時
乗降口のカードリーダー(読み取り装置)にICカードを軽くタッチする。その際整理券は不要である。
“ピッ”と音が鳴り、カードリーダーに整理券番号とカードの残額が表示されると読み取りは完了、“ピピピピピッ”音の場合は正しく感知されていないので、もう一度タッチを行う。
降車時
降車口の運賃箱上のカードリーダーにICカードを軽くタッチさせる。
“ピッ”と音が鳴り、乗車区間の運賃とカードの残額が表示されると精算完了となる。この時に、「ご乗車、ありがとうございました」と合成音声のアナウンスが流れる。“ピピピピピッ”音の場合は正しく感知されていない為もう一度タッチを行う。
残高不足の場合は“ピピピピピッ”と音が鳴り不足金額が表示されるので運転士にチャージの申し出を行うか現金で不足分を支払う。

## 種類
回数券
販売価格　一枚3,000円(利用可能価格3,300円、割引率9.1%)
現在使用中のカードでも申し込めば定期券としての利用が可能。
定期券
一度ICカードを定期券として購入すると、同じカードを繰り返し利用可能となる、通用期間が切れたカードでも更新手続きを行えば、新たな定期券として利用可能。
定期券＋回数券
定期券と回数券を一枚のカードにする事ができる。定期区間を乗り越しても自動的に差額の支払いができる、定期区間外の乗車の場合はその区間の運賃のみが精算される。

## 特徴
乗り継ぎ割引
バスからバスへ乗り継ぐ利用客への割引で、ICカード回数券で降車して、1時間以内に同じ停留所から再びバス(行き先は問わない）に乗車の場合、一律50円(小児30円)を自動的に割り引きかれる。ただし、100円運賃の区間は適用外となる。ICカードの残額が不足した時は適用にならないため事前にチャージする必要がある。
リピーター割引
積み増し購入時の金額1,000円ごとに30円(3%)が券面額に付加される。

## チャージ(積み増し)
チャージは1,000円単位(最大10,000円)で最大30,000円までチャージできる。
割引率は9.1%で割り引かれた分はそのままチャージされる、前記のリピーター割引と合わせられるため、
(例)3,000円チャージすると、3,000円+割引分300円+リピーター割引分90円の計3,390円分がチャージされる。
チャージをするには2種類の方法がある。
- バス案内所・営業所等でのチャージ
  - 郡山駅前バス案内所
  - 福島交通須賀川営業所
  - 福島交通船引車庫
  - 福島交通小野出張所

の2箇所窓口にて行う、窓口による有人対応のため窓口営業時間帯のみの対応となる。
- バス車内でのチャージ
  - 安全のためバス停車時に行うこと。

## 今後
紙製回数券や郡山エリアで実施されている現行バスICカード等に代わる、新しいバスICカードをほぼ全路線（高速バス及び、一部各市町村の生活バス等を除く）において導入することが明らかになった。また、バス定期券についてもIC化される。
愛称については、社内公募により『NORUCA（ノルカ）』とすることが、2010年9月10日に決定した。そして2010年10月30日より、同社の全エリアを対象とした「NORUCA」の発売・利用が開始された。これに先立って、運賃箱や運賃表示器を2010年5月上旬より、順次更新されている。
NORUCA導入に伴い、現行のバスICカードの発売を2010年11月1日をもって終了、翌2011年7月31日をもって使用が中止される（本件により、2010年10月25日 - 翌2011年8月31日の間に限り、無手数料による払戻の取扱いを実施する）。
なお、新バスICカード「NORUCA」導入対象外となる各市町村の生活バスに対しては磁気式のバスカード（ただし利用できる地区毎に異なり、「棚倉・矢祭・塙・鮫川地区専用」及び「相馬・南相馬地区専用」の各券種を発行）が導入された。